# Гордінешть (Єдинецький район)
Гордінешть (рум. Gordinești) — село в Єдинецькому районі Молдови. Утворює окрему комуну.